# Rafel Marí Llacer
Rafel Marí Llacer (Santanyí 1898 – Sant Antoni de Portmany 1984) fou un empresari turístic mallorquí. Fill de pare eivissenc i mare mallorquina, era el segon de sis germans. En la seva joventut emigrà a l'Argentina, on exercí diferents oficis, i en retornar a Eivissa, es dedicà al transport de peix entre Sant Antoni i Vila d'Eivissa.
El 1926 començà l'explotació d'una tenda de queviures i de la Fonda Esmeralda, d'on era el cuiner i forner. Es va casar amb Margalida Portas Marí i junts tingueren la bona idea de comprar uns terrenys a la platja de s'Arenal de Sant Antoni, on invertiren l'emprendada de l'esposa. La seva intuïció empresarial els dugué a construir-hi un hotel, Ses Savines, inaugurat l'any 1935, amb onze habitacions i sis treballadors. Al llarg dels durs anys de la guerra civil espanyola es dedicà més a la restauració que a l'allotjament. Llavors arribaren els primers turistes: alemanys, catalans i francesos.
Ses Savines fou objecte de diferents ampliacions que elevaren el nombre d'habitacions a 155. Després de la seva mort la seva nissaga a ha continuat i ha ampliat el patrimoni hoteler. El 2006 va rebre el Premi Ramon Llull a títol pòstum.